# Павильон Армиды
Павильон Армиды (фр. Le Pavillon d'Armide) — балет в одном действии, трёх картинах по сценарию художника Александра Бенуа, он же оформил спектакль. В основу сюжета положена новелла французского писателя Теофиля Готье «Омфала». Музыка написана Николаем Черепниным, он же в 1909 году дирижировал на парижской премьере спектакля. Спектакль был поставлен Михаилом Фокиным в 1907 году в Мариинском театре, с 1909 года был одним из наиболее значительных спектаклей «Русских сезонов». Занимает одно из центральных мест в реформаторской деятельности балетмейстера и в истории русского балета.

## История создания
Балет (op. 29) сочинил композитор Н. Н. Черепнин по сценарию А. Бенуа задолго до постановки, в 1903 году. Композитор был женат на племяннице А. Бенуа и был близок к кружку «Мир искусства». Сценарий был оплачен дирекцией театров, но постановка балета не состоялась из-за ухудшения отношений А. Бенуа и директора театров В. Теляковского. Либретто и партитура лежали в архивах Мариинского театра. 13 декабря 1903 года сюита из балета впервые исполнялась на концерте дирижёра А. И. Зилоти. Фрагменты музыки звучали в других концертах. Музыку из балета услышал на одном из концертов М. Фокин, и она ему понравилась.
М. М. Фокин, как преподаватель Петербургского театрального училища, должен был поставить выпускной спектакль. Он выбрал для постановки услышанную им в концерте танцевальную сюиту из балета. Номер был показан 15 апреля 1907 года под названием «Оживлённый гобелен». Собственно это был обычный танцевальный дивертисмент, из сюжета балета использовался только мотив ожившего гобелена. Номер был хорошо принят публикой и критикой, в результате чего начинающему хореографу поручили постановку одноактного балета.
Постановка сопровождалась скандалами. На одну из репетиций А. Бенуа пригласил С. Дягилева, бывшего театрального чиновника, который тогда уже был уволен из дирекции театров. Однако, несмотря на возражения Бенуа, он был выведен из зала полицмейстером.
В последний момент занятая в главной роли Матильда Кшесинская отказалась от выступления, спасая положение, заменить её вызвалась Анна Павлова. Её партнёр Павел Гердт также отказывался от выступления. С огромным трудом его удалось уговорить выступить в премьере, но уже на втором спектакле он отказался от выступлений и был заменён М. Фокиным.
Дирекция из экономии не разрешала репетировать в костюмах, в результате на итоговой репетиции актёры, впервые надев костюмы, не узнавали друг друга. Постановщики просили перенести срок премьеры, но не нашли поддержки у дирекции. Тогда 18 ноября, в день назначенной премьеры, через корреспондента «Петербургской газеты» И. С. Розенберга, брата художника Леона Бакста, ещё одного «мирискусника», была организована публикация интервью, в котором постановщики перекладывали ответственность за предвидимый провал на дирекцию. После этой публикации дирекция всё же пошла навстречу постановщикам и за несколько часов до начала перенесла спектакль.
Премьера состоялась 25 ноября 1907 года, дирижировал на премьере Р. Дриго, в роли маркиза и царя Гидрао выступил Н. А. Солянников. Балет был дан как дополнительный спектакль после полного балета «Лебединое озеро» (спектакль закончился в первом часу ночи) и был хорошо принят публикой и критикой, он вошёл в репертуар императорских театров. Несмотря на успех, отношение дирекции к спектаклю, а точнее к его авторам, было негативным. Вероятно, главной причиной была тесная связь авторов, а дирекция опасалась создания подобных групп, способных ей противостоять. В особенности это усугублялось присутствием в этом круге С. П. Дягилева, которого дирекция рассматривала как конкурента, что в ближайшее время и подтвердили созданные им «Русские сезоны».
Мировой успех балету принёс 1909 год, 19 мая балет был показан С. П. Дягилевым в Париже, в театре «Шатле». Партию Мадлен и Армиды исполнила В. А. Каралли, виконта де Божанси — М. М. Мордкин, раба Армиды — В. Ф. Нижинский. Спектакль прошёл с огромным успехом.
Спектакль надолго вошёл в репертуар Дягилевской антрепризы. В 1911 году он исполнялся в Лондоне в честь коронации Георга V.

## Сценарий балета
Первоначальный замысел балета принадлежит Александру Бенуа. Этот многогранный русский художник, историк искусств, критик и театральный режиссёр происходил из семьи, тесно связанной с искусством, его отличала широкая эрудиция, тонкая культура и понимание стиля. Бенуа был идеологом и одним из главных организаторов объединения художников «Мир искусства». Для него, как и для всех членов объединения, одним из основных творческих методов была стилизация. В этом его творческие устремления полностью совпадали с творческими принципами Михаила Фокина. Толчком к созданию послужил томик новелл Готье, прочитать который посоветовал Бенуа художник Константин Сомов.
А. Бенуа очень уважительно относился к творчеству М. Петипа. Для него «Спящая красавица» была образцом для подражания. Поэтому и этот балет он задумал как большой балет в трёх актах.

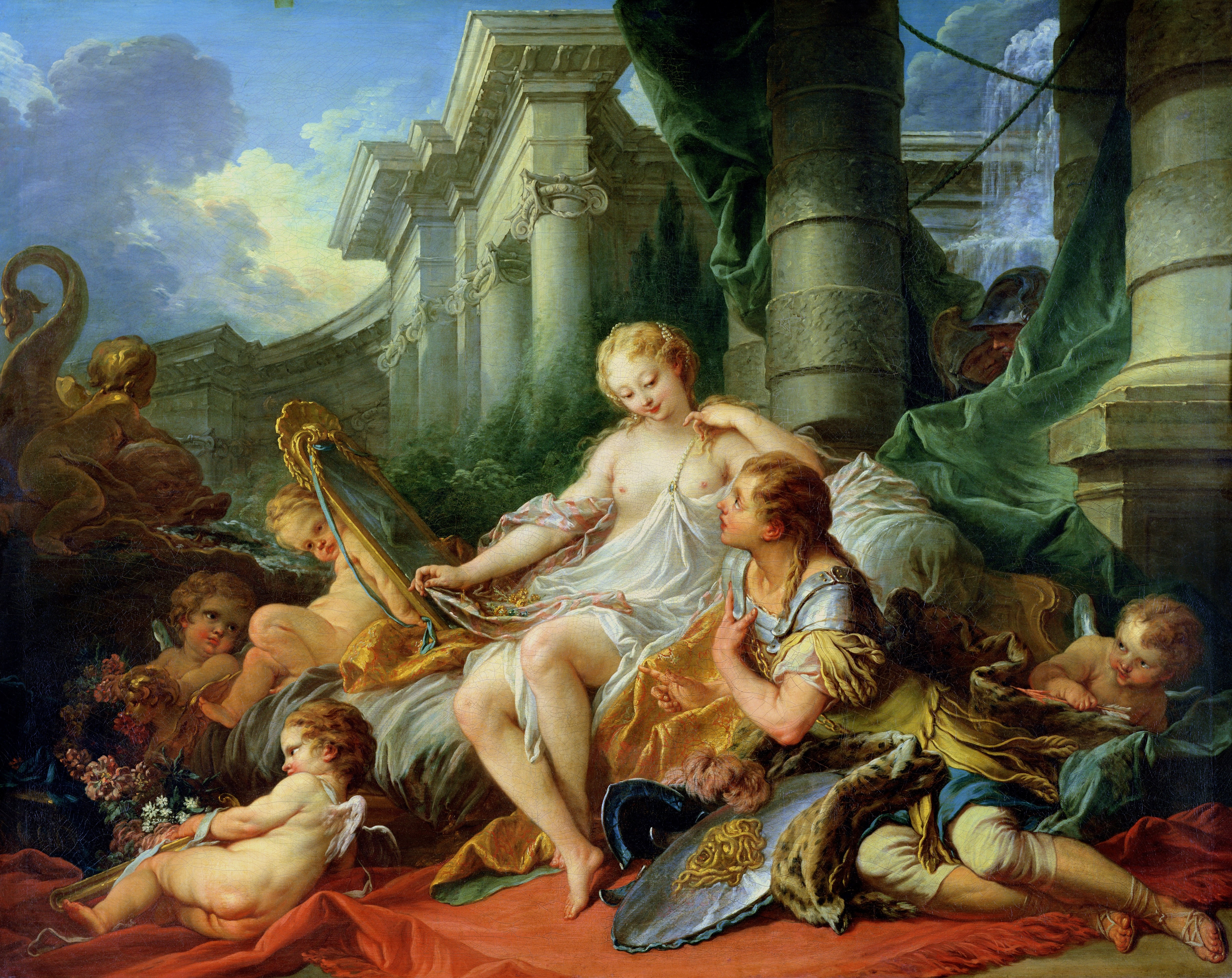
Франсуа Буше. Ринальдо и Армида. 1734

По собственным словам А. Бенуа в основу сценария положена новелла Теофиля Готье «Омфала». Новелла представляет собой сюжет в духе галантного анекдота. Молодой человек останавливается погостить у дядюшки, который поселяет его в парковом павильоне. На стене павильона висит гобелен на известный античный сюжет с изображением царицы Омфалы. Впрочем, под видом Омфалы изображается маркиза, бывшая владелица павильона. Ночью гобелен оживает, маркиза выходит из него, и у неё возникает бурный роман с молодым человеком. Через несколько дней до дядюшки что-то доходит. Он приходит со слугой в павильон, бранит изображение маркизы за взбалмошность и легкомыслие и велит слуге убрать гобелен. Через много лет герой новеллы находит гобелен на распродаже, договаривается о цене, но пока ходит за деньгами, гобелен перекупил какой-то англичанин. Герой хотел было отправиться на поиски, но вовремя одумался: «Захочет ли маркиза снова вылезать из гобелена, ведь я уже не так хорош и молод?» В новелле Готье мистическое начало сильно снижено явной иронией и юмором.

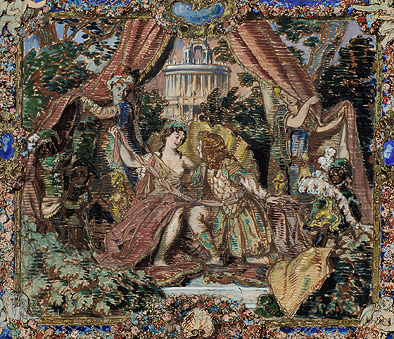
А. Н. Бенуа. Гобелен. Эскиз декорации к балету «Павильон Армиды». 1907

Однако А. Бенуа почему-то воспринял новеллу в ином ключе. В воспоминаниях он характеризовал новеллу как близкую по духу Э. Гофману, в гофмановско-петербуржском готическом стиле, где жуткое мистическое начало и силы зла действуют всерьёз, без всякой иронии. В его сценарии злые силы торжествовали и побеждали. В этом отношении идея балета была непривычной и полностью противоречила основным балетным сюжетам XIX века, в том числе и балетам М. Петипа, в балетах которого силы добра всегда торжествовали над злом. В балетах Петипа прекрасное тождественно нравственному. Петипа на склоне лет открыто протестовал против подобных сюжетов, считая их аморальными: «Совершенно забыты балеты, в которых добродетель торжествует, а зло наказывается».
В сценарии А. Бенуа изменил имя античной героини на Армиду, имя достаточно известного персонажа средневековой поэмы Торквато Тассо «Освобожденный Иерусалим». Эта весьма объёмная поэма содержит несколько сюжетов, один из которых «Ринальдо и Армида», самостоятельно развивался в ряде опер, живописных полотен и т. п. Сюжет относится к эпохе крестовых походов. Рыцарь Ринальдо похищается волшебницей Армидой, племянницей короля Иерусалимского, которая влюбляется в него. Она всячески стремится его обольстить, прибегая к чарам, но у Ринальдо в итоге преобладает чувство долга перед христианским воинством и перед своей невестой. Таким образом, в этом сюжете чаровница оказывается бессильной перед добродетелью.
В то же время имя Армида в русской культуре приняло специфическое значение. Пушкин писал: «Лобзать уста младых Армид». Фактически это синоним ветреной обольстительницы или просто девушки легкого поведения.
Названные прототипы явно были известны Бенуа, при его широком кругозоре на него могли влиять и различные варианты опер на тему Армиды и Ринальдо, и многочисленные сюжеты на тему оживающих портретов, распространённые в литературе XIX века. В итоге появился следующий сюжет.
Действие начинается в XVIII веке. Молодой человек, виконт Рене де Божанси, в сопровождении слуги Батиста едет к своей невесте. По дороге его застаёт гроза, и он ищет ночлег в замке, владелец которого, некий маркиз, предлагает остановиться в парковом павильоне, принадлежавшем когда-то красавице Мадлен, прозванной Армидой. В павильоне под огромным балдахином располагается гобелен, камин и каминные часы. После засыпания героя начинаются волшебные превращения. Оживают фигуры Сатурна, воплощающего неумолимое время, и Амура, бога любви. Амур побеждает Сатурна, и тот уступает ему косу, символ неизбежной смерти. Далее начинается танец часов. Гобелен опускается вниз, и его персонажи оживают. Из XVIII века виконт переносится во времена маркизы, в XVII век, к французскому двору времён Людовика XIV. Но при дворе проходит балет-маскарад, изображающий средневековых героев Торкватто Тассо. Происходит и ещё одно преображение. Изображенная на гобелене маркиза превращается в царицу Армиду, виконта преобразуют в рыцаря Ринальдо. Хозяин замка становится царём Гидрао. Образ этих героев, впрочем, никак не относится к героям эпохи крестовых походов. Это то театральное представление о средневековом Востоке, которое могло быть у придворных Людовика XIV при проведении балетов и маскарадов. Следует череда танцев придворных Армиды. Среди традиционного дивертисмента критика отмечала танец шутов, позволяющий продемонстрировать виртуозные мужские прыжки. Заметную роль играет и танец главного раба, который, видимо, является любовником Армиды. Рене-Ринальдо забывает о своей невесте, а Армида, в залог любви, оставляет ему шарф. Наутро Ринальдо не может понять, что же это было: сон или видение, но обнаруживает у себя шарф Армиды, подтверждающий, что события ночи произошли в действительности, и виконт остаётся пленником любви к маркизе. Таким образом, трактовка Бенуа противоположна традиции, в которой рыцарь Ринальдо устоял перед Армидой, у Бенуа силы земной любви были побеждены мистическими силами.

## Оживлённый гобелен
В начале 1907 года М. М. Фокин должен был поставить номер для выпускного спектакля Петербургского театрального училища. Он выбрал понравившуюся ему музыку сюиты из балета Черепнина, которую слышал в концертном исполнении. Собственно из сюжета балета использовался только момент ожившего гобелена. Участники спектакля, замерев, изображали Армиду и её придворных на гобелене. Тюлевый занавес и особое освещение производили эффект выцветших красок. Затем включался яркий свет, тюль поднимался, и гобелен оживал. Начинался придворный бал, представляющий ряд танцев. Специальные декорации для номера не делались. Спектакль состоялся 15 апреля 1907 года, публика приняла номер хорошо. Особенно понравился танец шутов, в котором использовались оригинальные, необычные прыжки, в нём отличился выпускник Розай. Партию Армиды исполняла выпускница Елизавета Гердт, однако сильно сокращенный сценарий не позволил ей как-то выделиться на фоне прочих исполнителей. Фокинская постановка была явно зрелищней и интересней другого выпускного номера, поставленного педагогом К. М. Куличевской. Приняв во внимание этот успех, дирекция театра доверила начинающему балетмейстеру постановку данного балета.

## Хореография
Хореография балета не сохранилась путём передачи «из ног в ноги», поэтому о ней можно судить только косвенно по отзывам критики, воспоминаниям некоторых участников.
Для Фокина этот балет был первой полноценной постановкой в Мариинском театре. До этого его опыт балетмейстера ограничивался постановками в Театральном училище и благотворительными спектаклями в Мариинском театре. С постановки этого балета началось сотрудничество М. М. Фокина с А. Н. Бенуа и другими художниками «Мира искусства». К моменту создания балета у Фокина сложилось отрицательное отношение к сформировавшемуся в классическом балете стилю, полному условностей. Он стремился к созданию более реалистичной образности. Вместе с тем М. Фокин очень увлекался изобразительным искусством. Его стремление к стилизации эпохи шло не столько в сторону исторического реализма, сколько в рамках стилевых условностей изобразительных искусств.
Творческие намерения Бенуа и Фокина были сильно ограничены желаниями администрации, да и взгляды соавторов на спектакль во многом не совпадали. Воспроизведение атмосферы придворного бала требовало постановки старинных французских придворных танцев, менуэтов. Однако уже в самом начале работы над сценарием администрация театров потребовала, чтобы в балете, подобно классическим балетам Чайковского, было много вальсов. Бенуа и Черепнин выполнили это условие, а Фокин был вынужден посредством вальсов изображать совсем другую эпоху. То же произошло и с костюмами. А. Бенуа, поклонник балетов М. Петипа, укоротил женские платья в стиле балетной пачки, что фактически вынудило Фокина ставить классические танцы на пальцах. Поэтому Фокину не удалось воплотить здесь все свои замыслы, и приближение к реалиям другой эпохи получилось с массой условностей, свойственных классическим балетам предшественников.
Решительным шагом вперед в хореографии Фокина был отказ от традиционного разделения хореографии на мимические мизансцены и собственно танцевальные номера. Фокин добивался уничтожения этой грани, прежде всего наполняя классический танец мимической игрой и очень много работая над каждым жестом. Эта большая и важная часть его работы, к сожалению, была и самой недолговечной, с течением времени какие-то акценты утрачивались, модифицировались исполнителями под свой вкус.
Путешествующего виконта в дороге застаёт гроза, и он ищет ночлег в замке, владелец которого, некий маркиз, предлагает остановиться в парковом павильоне. В павильоне под огромным балдахином располагается гобелен, камин и каминные часы. После засыпания героя начинаются волшебные превращения. Оживают фигуры Сатурна, воплощающего неумолимое время, и Амура, бога любви. Сатурна изображал воспитанник большого роста, а Амура — воспитанница театрального училища. Амур побеждал Сатурна и тот уступал ему косу, символ неизбежной смерти. Далее начинается танец часов, которые изображали воспитанники, одетые в белые камзолы.
Гобелен опускается вниз, и его персонажи оживают.
В сольном танце тоскующей по возлюбленному Армиды, балерина вставала на пальцы и наклонялась вперёд, как бы высматривая его, и отступала с выражением отчаяния назад. Затем это движение повторялось в другом направлении. Появлялась процессия придворных, приводящая виконта, которого волшебница принимает за Ринальдо.
Волшебница, окружённая наперсницами, поражает воображение виконта диковинным представлением.
Дивертисмент балета исполнялся спутниками Армиды, он состоял из произвольных номеров, не связанных тесно с сюжетом. Маги в высоких колпаках вызывали «из-под земли» тени, которые исполняли танец на пальцах. Комического вида паша любовался танцем невольниц своего гарема, а потом с огромным мечом гонялся за их похитителями. Пять демонов упражнялись в придумывании карикатурного грима, в числе прочих они пытались изобразить карикатуры на директора театров Теляковского и критика В. Светлова. Затем шестой демон приносил узел тряпья, и демоны рядились купидонами и участвовали в пляске ведьм.
В центральном вальсе балета балетмейстер предусмотрел ряд интересных фигур. Артисты кордебалета выстраивались в линию, представляющую огромное сердце. Они исполняли pas balance, имитируя пульсацию сердца. Из четырёх наперсниц Армиды одна исполняла сольную вариацию, три танцевали вместе. Армида танцевала два адажио: с виконтом и главным рабом. Вариации Армиды и наперсниц состояли из мелких движений.
В вариации раба Вацлав Нижинский выполнял виртуозный прыжок, принёсший ему мировую известность. Он пересекал почти всю сцену вдоль рампы в прыжке с вытянутыми и сомкнутыми ногами, а затем повторял его в обратную сторону.
В финале общего вальса Армида посвящает Ринальдо в свои рыцари и повязывает ему розовый шарф.
Волшебство ночи завершается сценой, в которой Сатурн побеждает Амура, время вступает в свои права, и виконт просыпается в павильоне. Мимо окон павильона проходят пастух и пастушка. Слуга Батист торопит его собираться в дорогу. Он не может понять, что с ним было: сон или наваждение, но ему отдают шарф Армиды, он понимает, что стал жертвой волшебства, и ему предстоит жить далее со знанием, что всё происшедшее было на самом деле.

## Музыка
Автор музыки композитор Николай Черепнин учился в Санкт-Петербургской консерватории у Н. А. Римского-Корсакова и служил хормейстером и дирижёром Мариинского театра, в 1909—1914 годах он дирижировал балетными и оперными спектаклями «Русских сезонов» в Париже. Известен в первую очередь как театральный композитор, автор опер и балетов. Критика отмечает влияние на него французского музыкального импрессионизма, не свойственного музыке ведущих русских композиторов.
Черепнин был единственным композитором в кружке «Мир искусства» и был женат на племяннице Александра Бенуа. Таким образом, выбор композитора был в известной мере предопределён обстоятельствами. В творческом наследии композитора имеется ещё ряд балетов и опер, но данная работа считается одной из лучших. Он дирижировал оркестром на премьере в «Русских сезонах».
Черепнин был одним из лучших учеников Н. А. Римского-Корсакова, он обладал большой музыкальной культурой, умело решал задачи оркестровки. В своём творчестве он продолжал идеи симфонического балета, достигшего своего совершенства в балетах П. И. Чайковского и А. К. Глазунова. В его музыке чётко прослеживаются темы, связанные с основными персонажами, он умело иллюстрирует действие. Участники постановки отмечали в нём готовность к сотрудничеству, к внесениям изменений в партитуру. Вместе с тем он не обладал талантом уровня своих образцов: Чайковского или Глазунова — музыка получилась скучноватой. В балете был традиционный дивертисмент, слегка задерживающий действия, и много вальсов, что совершенно не отвечало стилю начала XVIII века. В этом была уступка вкусам директора театров В. А. Теляковского, что не вполне отвечало замыслу основных исполнителей. Воспоминания сохранили беседу через два дня после премьеры, в которой приняли участие ведущие музыканты того времени, где прозвучало мнение Н. А. Римского-Корсакова от том, что музыка балета ему очень понравилась, но «в ней мало своего». Отечественная музыкальная критика высоко оценила качество оркестровки, мастерство композитора, но в то же время находили его музыку недостаточно выразительной и фантастичной.
В первом балетном «Русском сезоне» в Париже 1909 года «Павильон Армиды» был единственным спектаклем с музыкой, написанной специально для балета. Парижская критика, крайне высоко и даже восторженно оценившая спектакли практически во всех отношениях, тем не менее отрицательно отзывалась о музыке всех спектаклей, в том числе и музыке Черепнина, находя её недостаточно выразительной.
Сюита из балета, которая состоит из 9 частей:
1. Интродукция и первая сцена
2. Куранты и танец часов
3. Сцена оживления гобелена
4. Большой вальс
5. Жалоба Армиды
6. Танец мальчиков (Маленькие эфиопские рабы)
7. Вакх и вакханки
8. Выход короля Гидрао и других магов… Танец теней
9. Танец шутов

неоднократно исполнялась и записывалась в XX и XXI веках, среди исполнителей: Эрнест Ансерме (в записи сохранился фрагмент), Александр Орлов (фрагменты), полные записи осуществили Игорь Блажков, Виктор Федотов, Владимир Зива. Примерная продолжительность звучания: 32 минуты.

## Оформление
В момент постановки балета театральная сценография была на переломе. На смену традиционным театральным художникам, служащим театра, таким как Ламбин и О. Аллегри, приходит новое поколение художников-станковистов. Постановкам А. Бенуа предшествовали спектакли, оформленные А. Головиным. Яркие и выразительные, они, тем не менее, критиковались Бенуа. Он считал, что художник остался в своей сценографии прежде всего живописцем, в результате изобразительная часть подавляла собственно действие, оказывалась главенствующей в спектакле.
Художественная ценность эскизов А. Бенуа была очевидна изначально. Его эскизы и некоторые из костюмов находятся в различных музеях и частных коллекциях, в частности в коллекции Никиты Лобанова-Ростовского.

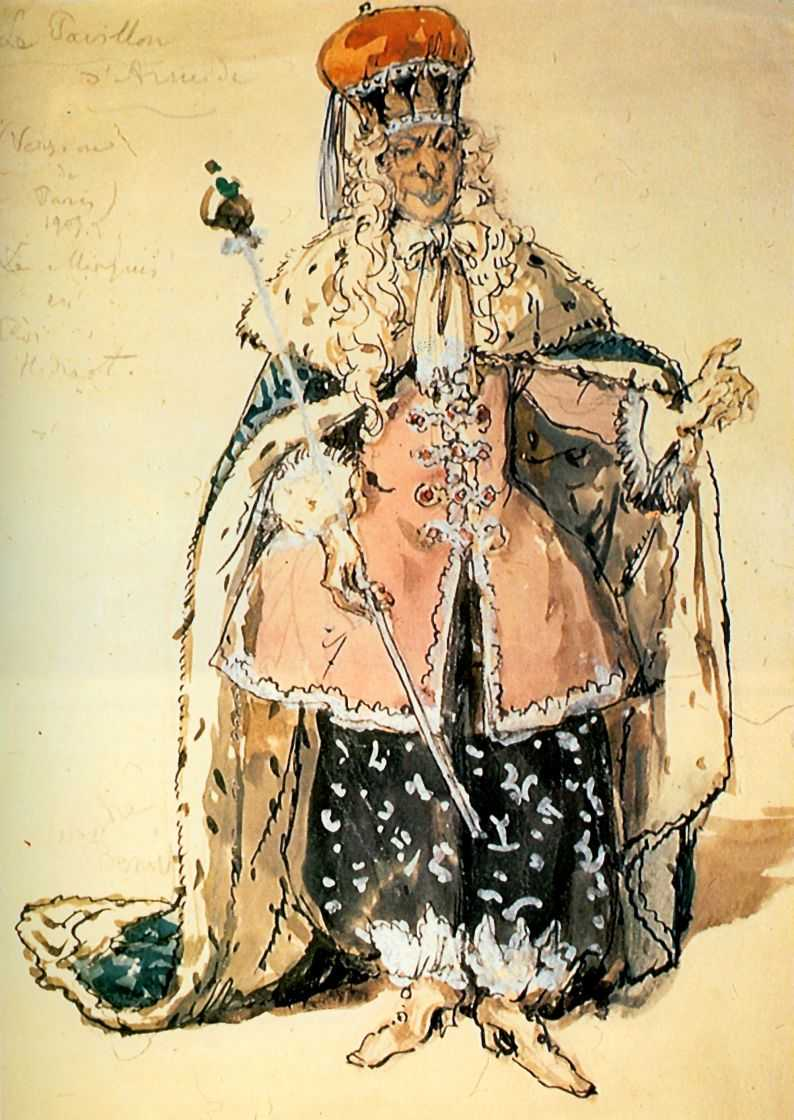
Эскиз костюма маркиза Фьербуа к балету «Павильон Армиды». 1909
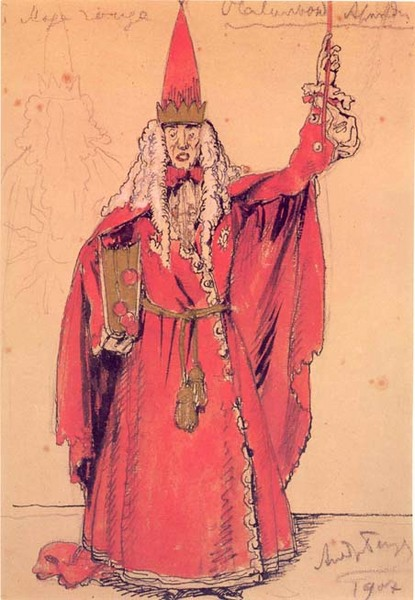
Эскиз костюма Красного Мага к балету «Павильон Армиды». 1909
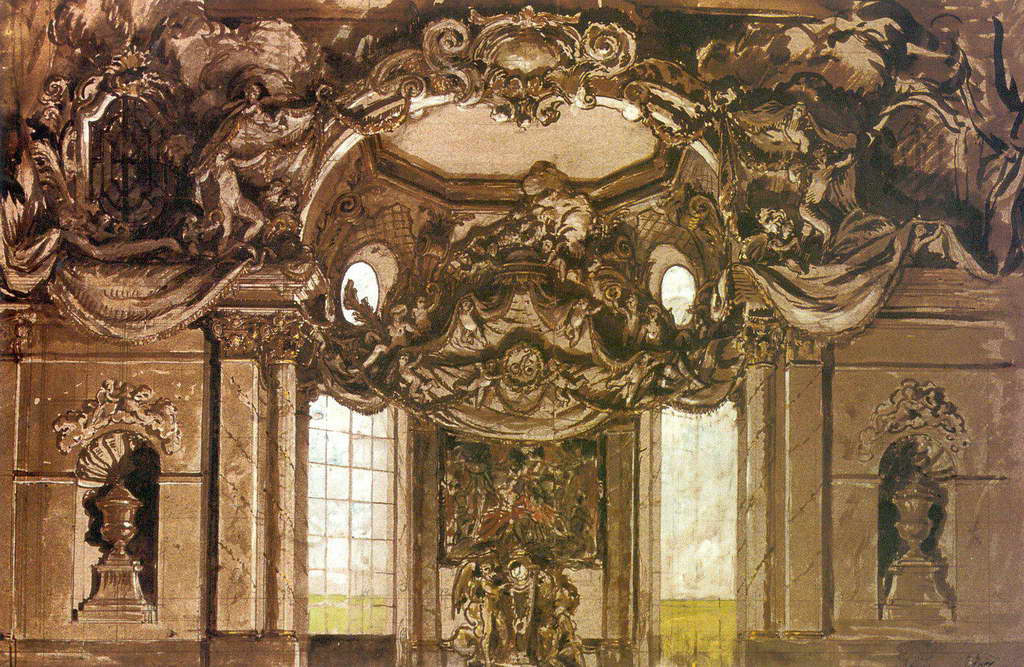
Эскиз декорации к балету «Павильон Армиды». 1907

В качестве ориентиров для своей работы Бенуа выбирал взвешенность, обдуманность. И Бенуа и Фокин признавали приоритетную роль в балете изобразительных, иллюстративных функций.
Сценарий разворачивался как бы в трёх эпохах. Действительная жизнь виконта была отнесена к XVIII веку. Оживший гобелен уносил героя на сто лет назад в XVII век, но там действие переносилось ещё далее, в Иерусалим эпохи Крестовых походов, но этот перенос был не реальным. Средневековый Восток представал не в реалии, а в духе придворного маскарада XVII века.
При разработке балетных костюмов А. Бенуа воспользовался традиционным приёмом: он создавал костюм в соответствии со стилем эпохи, а затем укоротил их до колена. Такой костюм требовал классического танца на пальцах, и М. Фокин был вынужден принять этот стиль, хотя и сожалел о таком решении в своих мемуарах.
В постановке балета на парижской сцене был привлечен главный сценограф Большого театра Карл Вальц. Большой мастер новых и оригинальных инженерных решений, он устроил на сцене театра действующий фонтан, чем поразил парижскую публику. За это он был награждён золотой пальмовой ветвью.

## Дальнейшие постановки

### Возобновление балета Ф. В. Лопуховым и А. И. Чекрыгиным
6 мая 1923 года балет был восстановлен на сцене ГАТОБ балетмейстерами Ф. В. Лопуховым и А. И. Чекрыгиным, дирижировал В. А. Дранишников, спектакль шёл в старых декорациях работы А. Бенуа. Времена для театра были тяжёлые, лучшие артисты покинули Россию, а руководители театра разрывались между восстановлением старых спектаклей, которые при этом охотно посещала и хорошо принимала «новая» публика, и стремлением найти новые пути балетного искусства, соответствующие новой «революционной» эпохе. Партию Мадлен и Армиды исполнила Елизавета Гердт, к ней вернулась роль, которую она исполнила ещё выпускницей в «Оживлённом гобелене» и от которой её на 16 лет отстранили более успешные балерины. Партию виконта де Божанси и Ринальдо исполнил М. А. Дудко. Партию маркиза и царя Гидрао исполнял Н. А. Солянников, который исполнял её и на премьере много лет назад, один из лучших мимических актёров балета был одним из «долгожителей» петербургской-ленинградской сцены.

### Постановка Н. А. Долгушина
С 1994 года начинаются постановки балета в хореографии Никиты Долгушина. Сначала он поставил балет в Санкт-Петербурге, в Музыкальном театре консерватории, где партию Армиды исполняла Эвелина Гржибовская. Затем в 1999 году перенёс свою постановку на сцену Самарского театра оперы и балета. Наконец, 20 октября 2012 года его постановка была возобновлена в том же Самарском театре заслуженным артистом РФ Кириллом Шморгонером при активном участии историка моды Александра Васильева, утверждающего максимальную идентичность костюмов первоначальной обстановке. Пресса обычно именно Васильева называет первым лицом постановки. Дирижёр-постановщик — Евгений Хохлов. Партии исполняли: Виконт Рене де Божанси — Александр Петриченко, Маркиз — Дмитрий Голубев, Армида — Екатерина Первушина, раб — Виктор Мулыгин.

### Постановка Андриса Лиепы и Юриюса Сморигинаса
Постановка народного артиста России Андриса Лиепы и литовского хореографа Юриюса Сморигинаса осуществлена в основном силами Кремлёвского балета на сцене Государственного Кремлёвского дворца 1 февраля 2009 года в рамках проекта А. Лиепы по восстановлению старинных спектаклей. Она приурочена к 100-летнему юбилею «Русских сезонов» в Париже. В постановке приняла участие народная артистка России Илзе Лиепа. Декорации и костюмы по сохранившимся эскизам и фотографиям воссоздали художники Нежные, Анна и Анатолий. Роли исполнили: Армида — заслуженная артистка России из Большого театра Мария Александрова, Де Божанси-Ринальдо — солист Мариинского театра Михаил Лобухин, Маркиз, он же Царь Гидрао — Игорь Пиворович из Кремлёвского балета, невеста виконта заслуженная артистка России Наталья Балахничёва. Роль раба Армиды исполнил Михаил Мартынюк. Либретто подверглось некоторым изменениям. Невеста виконта, которая в оригинальной постановке существовала только умозрительно, теперь появилась на сцене. Длительность действия возросла, к 40 минутам было добавлено ещё полчаса, недостающая музыка заимствована из других произведений Черепнина.
Спектакль был показан 16 июня того же года в Риге на сцене Латвийской национальной оперы. В этих спектаклях ведущую партию взамен Александровой исполняла солистка Кремлёвского балета Александра Тимофеева.
После показа в Риге 26 июня 2009 года спектакль был показан в Париже на авеню Монтень.
Новый всплеск интереса к этому спектаклю связан с демонстрацией его в Санкт-Петербурге на сцене Михайловского театра с 3 по 5 апреля 2012 года, после чего последовал гастрольный тур по городам России. Постановка Лиепы получила и негативные отзывы. Критиковали, в частности, очевидную небрежность в подготовке спектакля: несоответствие текста программы и содержания спектакля.

### Балет Джона Ноймайера
Джон Ноймайер к столетию дягилевских сезонов поставил балет 28 июня 2009 года в Гамбургском балете в свойственной ему новаторской манере.

## Исполнители партий

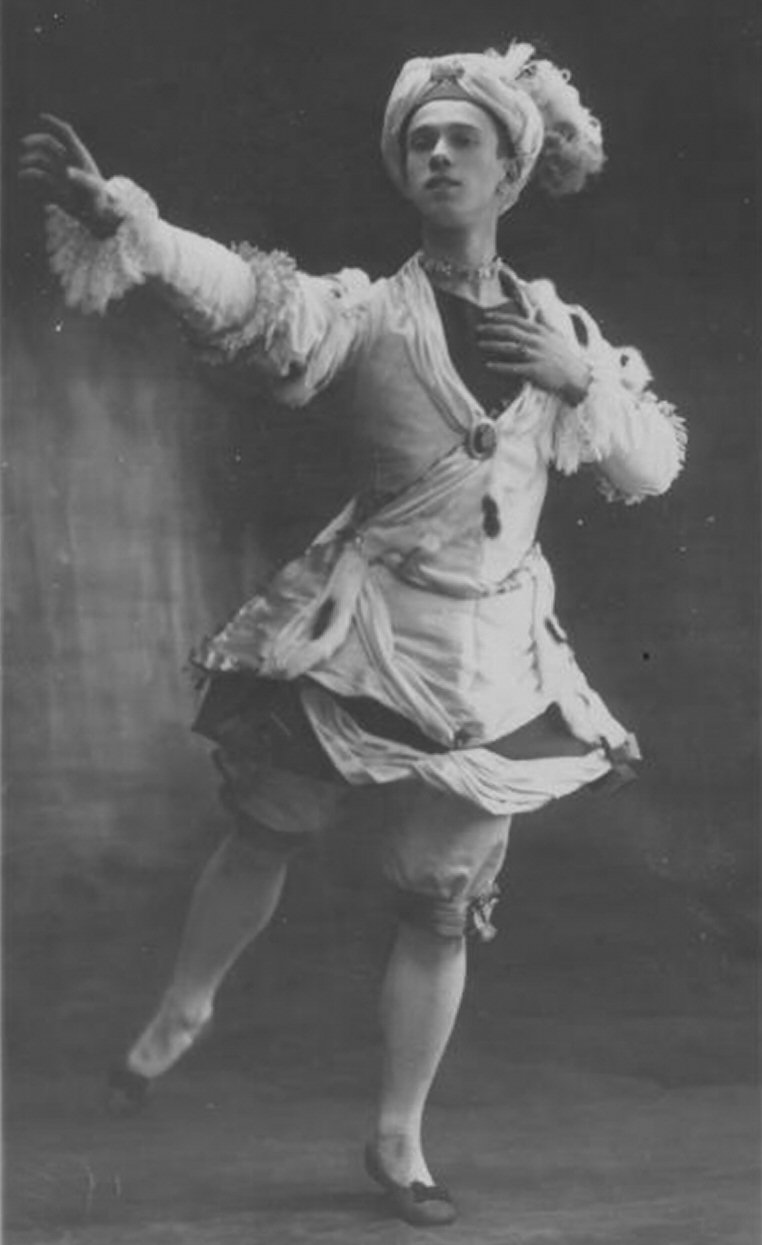
В. Нижинский в роли раба
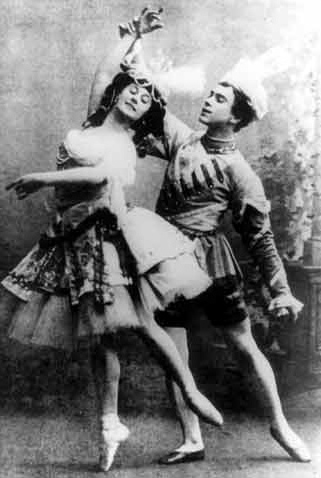
Анна Павлова и Вацлав Нижинский в балете
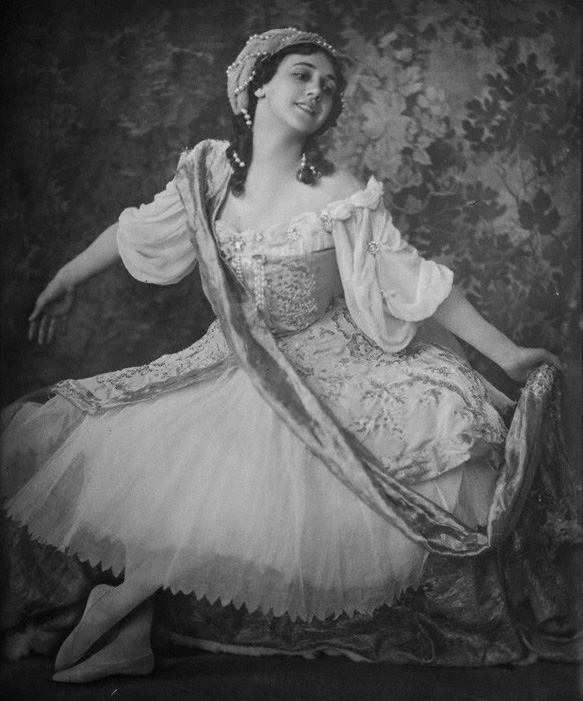
Карсавина в роли Армиды

Успех первой постановки во многом обязан таланту Анны Павловой. В трудный момент накануне премьеры, когда Матильда Кшесинская отказалась от участия в спектакле, она пришла на выручку постановщику. Её творчество, отличающееся совершенством, выразительностью и одухотворённостью, способствовало успеху реформ М. М. Фокина, отвечало его творческим поискам. Отказ от партии Кшесинской, возможно, связан с коренными свойствами балетной реформы Фокина. Кшесинская привыкла блистать, как виртуозная солистка, вокруг которой и строился весь спектакль. В балете Фокина всё было подчинено общему режиссёрскому замыслу. Возросла роль кордебалета, драматической игры всех персонажей, спектакль стал представлять непрерывно развивающееся зрелище, а не простую череду блистательных номеров. Привычная роль солисток при этом ослабевала. Для начинающей Анны Павловой эта была первая премьерная роль. Роль не имела большого успеха. Критики восторженно отзывались о балете, ансамблях, Нижинском в партии раба, Розае в танце шутов, обходя стороной главную солистку. Видимо, объективно эта партия не выигрышна, а отказ Кшесинской показывает её правильную интуицию. Вместе с тем драматическая игра Павловой вносила подлинную трагичность образа, в особенности, при исполнении ею танца «Плач Армиды». Критика по достоинству оценила это при появлении последующих исполнительниц, прочувствовав утрату созданного Павловой образа.
Павлова не успевала своевременно прибыть в Париж к началу «Русских сезонов». Поэтому при первом представлении в Париже партию Армиды исполнила артистка Большого театра Вера Каралли. Артистка вошла в историю не только как балерина, но и как актриса немого кино, её красота соответствовала представлениям кинематографа тех лет о прекрасном. Хотя балет был воспринят восторженно, Вера Каралли, видимо, не добившись ожидаемого личного успеха, досрочно, 21 мая 1909 года, покинула труппу Дягилева.
В труппе Русских сезонов многие роли Анны Павловой перешли к Тамаре Карсавиной. Организаторы сезонов не догадались сразу передать роль Армиды Карсавиной вместо Каралли, но она выступала на парижской премьере этого балета в pas de trois. Талант Анны Павловой, стремившейся к реалистическому воплощению трагических образов, выходил за рамки искусных стилизаций в духе «Мира искусства», свойственных антрепризе С. Дягилева. Тамара Карсавина, артистка интеллектуального склада, более соответствовала запросам этой группы. А. Бенуа писал: «…она стала самой надёжной из наших ведущих артистов, и всё её существо отвечало нашей работе». Сравнивая Карсавину с Павловой, критик Волынский писал: «Не слышно рыдающих струн. Нет экспрессии, излучающей огонь, хотя Карсавина всё время танцует с открытыми к рампе тёмно-синими безднами глаз и худым, с загаром, лицом, напряженным и интеллигентным.»
Ольга Преображенская была занята в этой партии в 1913 году. Роль коварной красавицы мало подходила миниатюрной актрисе. Подобно Кшесинской не устраивали её и в балете Фокина возросшая роль кордебалета, перенос акцентов с технически блистательных танцев на мимическую игру, и она быстро оставила эту роль.
Елизавета Гердт исполнила партию Армиды ещё в выпускном спектакле «Оживлённый гобелен», тогда характер небольшого номера не позволил ей как-то выделиться на фоне других выпускниц. Исполняла она уже полноценную партию и позднее, она выступала в этой роли на премьере восстановленного в 1923 году на сцене ГАТОБ спектакля. Этой актрисе был свойственен холодноватый строгий и бесстрастный стиль исполнения. В сочетании с партией коварной волшебницы это создавало специфический образ.
Среди других выдающихся исполнительниц партии можно упомянуть Брониславу Нижинскую и Любовь Егорову.
На премьере в главной мужской партии выступил Павел Гердт, который тут же отказался от неё, возможно, по конъюктурным соображениям. Уже на втором показе роль исполнял сам Михаил Фокин.
В «Русских сезонах» партию исполнял ведущий танцовщик Большого театра Михаил Мордкин. Мордкин имел хорошие внешние данные, был мужественно красив и изящен. Он рано получил ведущие партии классического репертуара, его творческий диапазон был широк, он выступал и в классических, и в гротескных ролях. Критика отмечала некоторую вольность его поведения, что, вероятно, отвечало стремлению Фокина к отказу от заученных академических жестов.
При восстановлении спектакля в 1923 году на сцене ГАТОБ эту партию исполнял М. А. Дудко.
В партии главного раба, которая отличалась виртуозными прыжками, прославился Вацлав Нижинский. В его пути к всемирной славе эта партия занимала особое место. Именно в этой партии он стал известен в Париже. Другим ярким исполнителем роли был Пётр Владимиров, младший современник и конкурент Нижинского. Он обладал блестящей техникой и в исполнении туров, пируэтов или кабриолей технически превосходил Нижинского, но критика одновременно отмечала излишнюю гимнастичность его движения, отсутствие непринуждённого изящества, свойственного Нижинскому.
Ярким номером балета был танец шутов. Со времени выпускного спектакля «Оживлённый гобелен» и в Мариинском театре, и в «Русских сезонах» в этом номере с блеском выступал Георгий Розай, который выполнял чрезвычайно сложные акробатические прыжки. Эта партия неблагоприятно отразилась на его творческой судьбе. В театре за ним закрепилось амплуа гротескного танцовщика, партий классического репертуара ему не давали. Европейские импресарио, заплатив ему большие деньги, использовали этот номер в концертных исполнениях. В 1909 году артист провёл несколько месяцев в ежедневных концертах с этим номером, утрачивая профессионализм. В 1911 году он снова принял участие в представлении «Павильона Армиды» в Лондоне при коронации Георга V, его номер имел наибольший успех у титулованной публики. Тем не менее, интересных ролей ему не давали, у артиста назрел внутренний кризис, он стал прогуливать спектакли, и в 1915 году был уволен из театра, а в 1917 году, в возрасте 30 лет, скончался.
С 1912 года в роли шута стал выступать Леонид Леонтьев, артист, обладающий блестящей техникой, но, к сожалению, малого роста, что затрудняло его выступление в паре с балеринами. За ним закрепились роли гротескного характера, в том числе и роль шута.
Танец ведьм требовал особого темперамента. В 1912 году в этом танце отличилась Евгения Бибер, темпераментная исполнительница характерных танцев и плясок.
В роли Маркиза и царя Гидрао с премьеры 1907 года до премьеры 1923 года выступал Н. А. Солянников, многогранный артист, выступавший и в опере, и в драматическом театре. Он получил эту роль старика, будучи ещё молодым человеком. А. Бенуа вспоминал, что был очень удивлён и не доволен этим решением Фокина и только тогда, когда начались репетиции на сцене, понял, что ошибался, артист владел техникой мимики, которая смотрелась на сцене совсем не так, как вблизи.

## Источник
В. М. Красовская. Русский балетный театр начала XX века. — Л.—М., 1971—1972.